# Cyclaspis striata
Cyclaspis striata is een zeekommasoort uit de familie van de Bodotriidae. De wetenschappelijke naam van de soort is voor het eerst geldig gepubliceerd in 1987 door Roccatagliata & Moreira.